# 壮一帆
壮一帆（1975年8月7日—），原寶塚歌劇團雪組主演男役STAR。
日本兵庫縣川西市出身，身高170cm。昵稱SO（公式）、えりたん、壯美人、壯壯。 
雲雀丘学園高等学校畢業。中学・高校時期劍道部所属。

## 略歴
1994年、宝塚音樂學校入学。宝塚歌劇團82期學生。
1996年、宝塚歌劇團入團。「CAN-CAN」初舞台之後花組配属。同期遼河はるひ、蘭寿とむ、涼紫央、元雪組娘主演娘役紺野まひる等等。
在Bow Hall小劇場公演以及新人公演中出演了重要的角色之後，2000年、在愛華みれ主演的舞台「源氏物語 あさきゆめみし」中飾演源氏的侍從・良清，同時在新人公演中以初次大役·頭中将（二番手角色）一角嶄露頭角。在此之後又被選拔參加了海外德意志·柏林公演。2001年在Bowhall公演「Manon」中飾演了主人公的友人Miguel一角。
同年8月、組替至雪組，組替2個月之後立即在大劇場公演「愛、燃える」新人公演中擔當初主演（吳王・夫差一角）。天生所具備的颯爽氣質和美男子容貌，加上在舞臺上所接受的對男役的種種磨礪之後，終於以2004年的「送られなかった手紙（未曾送出的信）」一作，迎來了Bow Hall的單独初主演。
在2005年貴城けい主演的「DAYTIME HUSTLER」一劇中，真實地詮釋了一步步走向破滅的精英男性Heywood；次年的全國公演凡爾賽玫瑰中，又以美麗清冽的形象塑造了安德烈一角（主演為奧斯卡役·水夏希）。在雪組的6年中，著實成長了很多。
2006年12月25日，組替回到了原先所在的花組。之後以当时花組的三番手STAR的身份活躍著。
次年2007年「源氏物語 あさきゆめみしII」中，再次飾演了曾經新人公演過的頭中将一角。2007年8月，舉行了自己的第一個晚餐秀「SO! Fantastic Radio Station」。
2008年、真飛聖就任主演男役之後，陸陸續續以中日劇場公演「Melancholic Gigolo」中小白臉身份的喜劇角色Stan、大劇場公演「愛與死的阿拉伯」中可愛無垢的埃及王子Tussun、以及全國公演「外傳凡爾賽玫瑰～亚兰編～」中第二次出演安德烈一角的悲傷詮釋，獲得諸多好評。這一年中的三個角色，都是與真飛互相支持的友人役。
2009年、在「太王四神記」中飾演了火天會大長老一角，妖異地詮釋了惡役的極致，開拓了演技的新境地。接著在主演作品「オグリ！-小栗判官物語-」中、成功塑造了平安時代悲劇男主角小栗判官一角。之後的「ME AND MY GIRL」中、一次出演了Sir John Tremayne和Jaqueline Carstone一男一女兩個性格完全不同的角色。在大空祐飛異動去宙組之後，繼任成為花組二番手STAR。9月〜10月「外伝凡爾賽玫瑰～安德烈編～／EXCITER!!」二番手披露；12月〜翌年1月由人氣電視劇「相棒」改編的舞台作品出演予定。
2010年、饰演了「相棒」中的神户尊一角、「虞美人」中的刘邦一角、「美丽的Sabrina」中的David Larrabee一角这些连续剧、电影或是历史上的著名人物。
2011年、蘭寿とむ組替接任花組主演男役,繼續以二番手身分活躍於花組中。
2012年7月31日、宣佈將於接任雪組主演男役,接任後首個大劇場劇目將會是凡爾賽玫瑰。
2014年8月31日、寶塚歌劇團退團

## STAR像
氣質清澈溫文爾雅，正統派的美男子男役。身高170公分，小顏長身系，舞台妝猶如宝塚式的華麗Cosplay般美麗奪目。
在戲劇中的演技，體現出對角色的深刻理解和感悟，不僅僅局限于美男子系，而是擁有無論怎樣的角色都能變換自如的魅力。
古典的美男子角色以外，像「DAYTIME HUSTLER」「堕天使之涙」「Adieu Marseille（再見馬賽）」等等中充滿挫折感的陰暗角色，以及在「太王四神記」中對大長老這樣的極致惡役的挑戰，充分展現出作為反派小生的魅力。擁有公認的日本古典之美其身，在2009年5月的主演作品「オグリ！」中，以美麗凜然的氣質將傳統神話人物小栗判官銘刻上了宝塚歌劇的印記。在「ME AND MY GIRL」中，積累了一人飾演二個大役的經驗。入團14年首次飾演女性角色Jaqueline，以美麗奔放的千金小姐的迷人風姿，令觀眾為之沸騰。
在秀中，則是華麗的笑容以及充滿延伸力的歌聲令人印象深刻。2008年全國公演的秀「Enter the Revue」之「馴獸」場面中，則是展現出將由美女們裝扮的野獸自由駕馭的馴獸師的妖豔魅力。
舞臺之下，仍是與舞臺之上同樣的爽快凜然，四周漂浮著清澈透明的氣氛。機智靈敏的TALK也是一致好評。

## 主要舞台

### 花組時代（1996〜2001年）
--（花組主演男役：愛華みれ）--
- 1999年8〜12月 「 Tango Argentino /The Revue '99」新人公演/ Mike（本役：春野寿美礼）
- 2000年4月 「源氏物語　あさきゆめみし」新人公演/頭中将（本役：匠ひびき）
- 2000年6月 德意志・柏林公演「宝塚　雪・月・花」「Sunrise Takarazuka 」
- 2000年11月〜2001年3月「 Ludwig II世/ASIAN SUNRISE」新人公演/ Dirkheim伯爵（本役：伊織直加）
- 2001年4月 Bow Hall公演「Manon」 Miguel

### 雪組時代（2001〜2006年）
--（雪組主演男役：轟悠）--
- 2001年10月〜2002年2月 「愛燃える／Rose Garden」新人公演：吳王夫差（本役:轟悠）＊新公初主演

--（雪組主演男役：絵麻緒ゆう）--
- 2002年4月 歌劇團88周年記念公演・日生劇場「Gone with the Wind（亂世佳人）」 Rene Picard
- 2002年5〜9月 「追憶的巴塞羅納／ON THE 5th」新人公演：Francisco（本役:絵麻緒ゆう）＊新公主演

--（雪組主演男役：朝海ひかる）--
- 2002年10〜11月 BowHall・日本青年館公演「Hopscotch」Christopher  ＊與立樹遥・音月桂三人主演
- 2003年1〜5月 「春麗の淡き光に／Joyful!!」源頼信
- 2003年3月 Bow Hall公演Work Shop「春ふたたび」藤原道忠 ＊主演
- 2003年6月 Bow Hall・日本青年館公演「American Pie」Jackson（男2）
- 2003年8〜12月「Romance de Paris／Les Collages」Didier
- 2004年1月 Bow Hall・日本青年館公演「送られなかった手紙（未曾送出的信）」Dimitri　＊Bow+東上單独初主演
- 2004年4〜7月 「スサノオ（須佐之男）／Takarazuka Glory!」月讀
- 2004年8〜9月 日本青年館・Drama City公演「あの日見た夢に（那一日的夢中）」Steve（男2）
- 2004年11月〜2005年2月 「青い鳥を捜して（尋找青鳥）／Takarazuka's Dream Kingdom」Milborne
- 2005年4月 Bow Hall公演「さすらいの果てに（直到流浪的盡頭）」Jeffrey少尉　＊主演
- 2005年6〜10月 「霧之米蘭／Wonderland」Ercole Barone
- 2005年11〜12月 Bow Hall・日本青年館公演「DAYTIME HUSTLER」Heywood（男2）
- 2006年2〜5月 「凡爾賽玫瑰～奧斯卡編～」 Melchior / Gerodelle（二役）
- 2006年6月 全國公演「凡爾賽玫瑰～奧斯卡編～」安德烈（男2）
- 2006年9〜12月 「堕天使之涙／Tarantella!」Edmond de Rainier

### 花組時代（2007年〜2012年）
--（花組主演男役：春野寿美礼）--
- 2007年2〜5月 「明智小五郎の事件簿－黒蜥蜴－/TUXEDO JAZZ」波越警部
- 2007年7月 梅田藝術劇場公演「源氏物語　あさきゆめみしII」頭中将
- 2007年8月 晚餐秀「SO! Fantastic Radio Station」
- 2007年9〜12月 「 Adieu Marseille /Love Symphony」Maurice de Broca

--（花組主演男役：真飛聖）--
- 2008年2月 中日劇場公演「Melancholic Gigolo / Love SymphonyⅡ」Stan（男2）
- 2008年5～8月 「愛與死的阿拉伯／Red Hot Sea」Tussun
- 2008年10月 全國公演「外傳凡爾賽玫瑰−亚兰編−／Enter the Revue」安德烈（男2）
- 2009年1月～3月 「太王四神記」火天會大長老
- 2009年5月 Bow Hall・日本青年館公演「オグリ！～小栗判官物語より～」小栗判官　＊主演
- 2009年7月 梅田藝術劇場Main Hall 「ME AND MY GIRL」 Sir John Tremayne / Jaqueline Carstone（二役）
- 2009年9月〜11月 「外傳凡爾賽玫瑰 −安德烈編−／EXCITER!!」 亚兰 ＊二番手披露

（2009年9月4日〜10月5日：寶塚大劇場、10月23日〜11月22日：東京宝塚劇場）
- 2009年12月〜2010年1月、「相棒」（（C）朝日電視台・東映） 神戸尊

（2009年12月23日〜2010年1月6日：梅田藝術劇場Drama City、2010年1月15日〜1月22日：日本青年館）
- 2010年3月~5月，「虞美人 −新的传说−」 刘邦

（2010年3月12日〜4月12日：寶塚大劇場、4月30日〜5月30日：東京宝塚劇場）
- 2010年7月～10月，「麗しのサブリナ（龙凤配）／EXCITER!!」David Larrabee

（2010年7月30日〜8月30日：寶塚大劇場、9月17日〜10月17日：東京宝塚劇場）
- 2010年11月～12月 全國公演「Melancholic Gigolo / Love Symphony」Stan
- 2011年2～4月 「Prelude of Love / Le Paradis!!」Joseph Barkley

（2011年2月4日〜3月7日：寶塚大劇場、3月25日〜4月24日：東京宝塚劇場）
- 2011年5月 壮一帆晚餐秀「Bright−ブライト−」

（2011年5月4日～5日：宝塚HOTEL、5月7日～8日：第一HOTEL東京）
--（花組主演男役：蘭寿とむ ）--
- 2011年6月~9月「PHANTOM」Gerard Carriere

(2011年6月24日～7月25日：寶塚大劇場、8月12日～9月11日：東京宝塚劇場）
- 10月〜11月 「Canary」 Vim　＊主演 （梅芸DramaCity ・日本青年館公演）
- 2012年1月~3月『復活－恋が終わり、愛が残った－／カノン』 シェンボック
- 2012年4月~5月 全国ツアー『長い春の果てに／カノン』 クロード
- 2012年7月~10月『サン＝テグジュペリ／CONGA!!』 ギヨメ
- 2012年11月 壮一帆ディナーショー『So in Love』

### 雪組主演男役時代（2013年〜2014年）
- 2013年1月 月組公演『ベルサイユのばら－オスカルとアンドレ編－』 アンドレ ＊特別出演（仅大劇場公演）(月組凡爾賽玫瑰‧奧斯卡篇‧安德烈替役)
- 2013年2月 中日劇場公演『若き日の唄は忘れじ／Shining Rhythm!』 牧文四郎
- 2013年4月~7月 『ベルサイユのばら－フェルゼン編－』 フェルゼン
- 2013年8月~9月 全国ツアー『若き日の唄は忘れじ／ナルシス・ノアールII』 牧文四郎
- 2013年11月~2014年2月 『Shall we ダンス?／CONGRATULATIONS 宝塚!!』 ヘイリー・ハーツ
- 2014年3月~2014年4月 ドラマシティ・日本青年館公演 『心中・恋の大和路』 亀屋忠兵衛
- 2014年3月~2014年4月 月組公演『宝塚をどり／TAKARAZUKA 花詩集100!!』 ＊特別出演（仅大劇場公演）
- 2014年6月~2014年8月 『一夢庵風流記 前田慶次／My Dream TAKARAZUKA』 前田慶次 ＊退团公演

## 主演作品

### 新人公演
- 2001年　『愛燃える』（本役:轟悠）
- 2002年　『追憶のバルセロナ』（本役:絵麻緒ゆう）

### BOWHALL・青年館主演
- 2002年　『ホップ・スコッチ』（立樹遥・音月桂とトリプル主演）
- 2004年　『送られなかった手紙』（単独初主演）
- 2009年　『オグリ! 〜小栗判官物語より〜』

### BOWHALL主演
- 2003年　『春ふたたび』（WS）
- 2005年　『さすらいの果てに』（WS）

### 晚餐秀
- 2007年　『SO! Fantastic Radio Station』（演出：中村暁）
- 2011年　『Bright−ブライト−』（演出：岡田敬二）
- 2012年　『So in Love』（演出：中村一德）

### 梅芸DRAMACITY・青年館主演
- 2011年  『Canary』

## 受賞歷
- 2002年　宝塚歌劇団年度賞「新人賞」
- 2004年　阪急すみれ会・パンジー賞「新人賞」
- 2009年　宝塚歌劇団年度賞「努力賞」
- 2013年　川西市民文化賞
- 2013年　阪急すみれ会パンジー賞「男役賞」
- 2014年　宝塚歌劇団年度賞「優秀賞」

## 外部連結
- 壮一帆Kazuho So Official FanClub （页面存档备份，存于）
- 宝塚歌劇團公式HP （页面存档备份，存于）
- 東京都會電視台網站壮一帆簡介宝塚カフェブレイク登場人物壮一帆，存档于Archive.today（存檔日期 20250423）